# Georg Adam Scheid
Georg Adam Scheid (* 28. Juli 1838 in Schönau, Baden; † 3. April 1921 in Meran) war ein deutsch-österreichischer Unternehmer und Schmuckhersteller.

## Leben
Scheid war ein Sohn des Schönauer Bäckermeisters (Johann) Daniel Scheid und der Elisabeth Heidenreich. Er absolvierte bis 1853 eine kaufmännische Lehre und arbeitete anschließend zunächst in Pforzheim und Stuttgart. 1858 ging er nach Wien und arbeitete dort in der Werkstatt seines späteren Schwiegervaters, des Silberwarenerzeugers und Juweliers Michael Markowitsch. Zusammen gründeten sie 1862 die OHG Markowitsch & Scheid. 20 Jahre später verließ er das florierende Unternehmen und gründete 1882 unter seinem Namen eine Schmuckfabrik und 1884 auch die Georg Adam Scheid`sche Affinerie, aus der später die Ögussa hervorging. 1911 trat er in den Ruhestand. Scheid wurde auf dem evangelischen Friedhof Simmering beigesetzt. Seine Schmuckarbeiten tragen die Signets „G.A.S.“ oder „S.G.A.“